# 1997-es MTV Movie Awards
A 1997-es MTV Movie Awards díjátadó ünnepségét 1997. június 10-én tartották a kaliforniai Barker Hangar-ban, a házigazda Mike Myers volt. A műsort az MTV csatorna közvetítette.

## Díjazottak és jelöltek
A nyertesek a táblázat első sorában, félkövérrel vannak jelölve.
| Legjobb film | Leghumorosabb alakítás |
| --- | --- |
| - Sikoly - A függetlenség napja - Jerry Maguire – A nagy hátraarc - A szikla - Rómeó + Júlia | - Jim Carrey – A kábelbarát - Chris Farley – Beverly Hills-i nindzsa - Janeane Garofalo – Vonzások és állatságok - Eddie Murphy – Bölcsek kövére - Robin Williams – Madárfészek                                                                     |
| Legjobb színész | Legjobb színésznő |
| - Tom Cruise – Jerry Maguire – A nagy hátraarc - Leonardo DiCaprio – Rómeó + Júlia - Eddie Murphy – Bölcsek kövére - Will Smith – A függetlenség napja - John Travolta – A csodabogár                                                                                      | - Claire Danes – Rómeó + Júlia - Sandra Bullock – Ha ölni kell - Neve Campbell – Sikoly - Helen Hunt – Twister - Madonna – Evita |
| Legjobb akciójelenet | Legjobb gonosz |
| - Twister - Végképp eltörölni - A függetlenség napja - Mission: Impossible - A szikla | - Jim Carrey – A kábelbarát - Robert De Niro – A rajongó - Kiefer Sutherland – Ha ölni kell - Edward Norton – Legbelső félelem - Mark Wahlberg – Rettegés                                                                                           |
| Legjobb csók | Legjobb harc |
| - Vivica A. Fox és Will Smith – A függetlenség napja - Claire Danes és Leonardo DiCaprio – Rómeó + Júlia - Gina Gershon és Jennifer Tilly – Fülledtség - Kyra Sedgwick és John Travolta – A csodabogár - Christine Taylor és Christopher Daniel Barnes – A Brady család 2. | - Fairuza Balk vs. Robin Tunney – Bűvölet - Matthew Broderick vs. Jim Carrey – A kábelbarát - Jim Brown vs. idegen – Támad a Mars! - Jackie Chan vs. Ladder – Első csapás - Pamela Anderson vs. rosszfiúk – Barb Wire: A bosszúálló angyal          |
| Legjobb zenés pillanat | Legjobb duó |
| - "Machinehead" – Rettegés - "Change the World" – A csodabogár - "#1 Crush" – Rómeó + Júlia - "Don't Cry for Me, Argentina" – Evita | - Nicolas Cage és Sean Connery – A szikla - Beavis és Butt-head – Beavis és Butt-head lenyomja Amerikát - Steve Buscemi és Peter Stormare – Fargo - Claire Danes és Leonardo DiCaprio – Rómeó + Júlia - Nathan Lane és Robin Williams – Madárfészek |
| Áttörő előadás | Legjobb új filmkészítő |
| - Matthew McConaughey – Ha ölni kell - Vivica A. Fox – A függetlenség napja - Courtney Love - Larry Flynt, a provokátor - Ewan McGregor - Trainspotting - Renée Zellweger - Jerry Maguire – A nagy hátraarc                                                                | - Doug Liman – Bárbarátok |
| Életműdíj | |
| - Csubakka - Csillagok háborúja | |